# フェルガード
フェルガードとは、グロービアから発売されているサプリメントである。2006年12月販売開始。フェルラ酸含有のサプリメントである。

## 商品種別
- フェルガード100M
2008年8月発売。フェルラ酸(100mg)とガーデンアンゼリカが5対1の割合で含まれている製品。

- フェルガード100Mハーフ
2009年1月発売。フェルラ酸(100mg)とガーデンアンゼリカが10対1の割合で含まれている製品。

- NewフェルガードＬＡ
2013年1月発売。フェルラ酸(100mg)とガーデンアンゼリカが1対1の割合で含まれている製品。

- NewフェルガードＢ
2013年5月発売。フェルラ酸(100mg)とバコパモニエラが1対1の割合で含まれている製品。

- NewフェルガードＬＡ粒タイプ
2014年4月発売。NewフェルガードＬＡの粒タイプ。

- フェルガード100M粒タイプ
2015年5月発売。フェルガード100Mの粒タイプ。

- フェルガード100M プラス
2016年10月発売。フェルガード100Mの粒タイプにカテキン（EGCG）を加えた製品。

- フェルガード100M 30包入
2017年4月発売。30包の製品。

- フェルガードＦ
2017年5月発売。フェルラ酸のみ200mg含まれている製品。